# 真庭市立中央図書館
真庭市立中央図書館（まにわしりつちゅうおうとしょかん）は、岡山県真庭市勝山にある公共図書館であり、真庭市内に7つある市立図書館のひとつである。

## 施設構造

### 施設の概要
真庭市立中央図書館は築37年の旧真庭市勝山庁舎を再生させた施設である。青木茂によりリファイニング建築された。
- 1F（一般向けフロア）には、一般開架スペース、総合カウンター、貴重書庫、静寂読書室、郷土資料室、飲食スペースなどがある[1]。
- 2F（児童図書フロア）には、児童開架スペース、貸出カウンター、おはなしの部屋、キッズテラス、キッズスペースがある[1]。
- 3F（学習室・会議室フロア）には、映像シアター、グループ学習室、個別学習室、会議室がある。グループ学習室と個別学習室は1・2Fの資料を持込可である[1]。

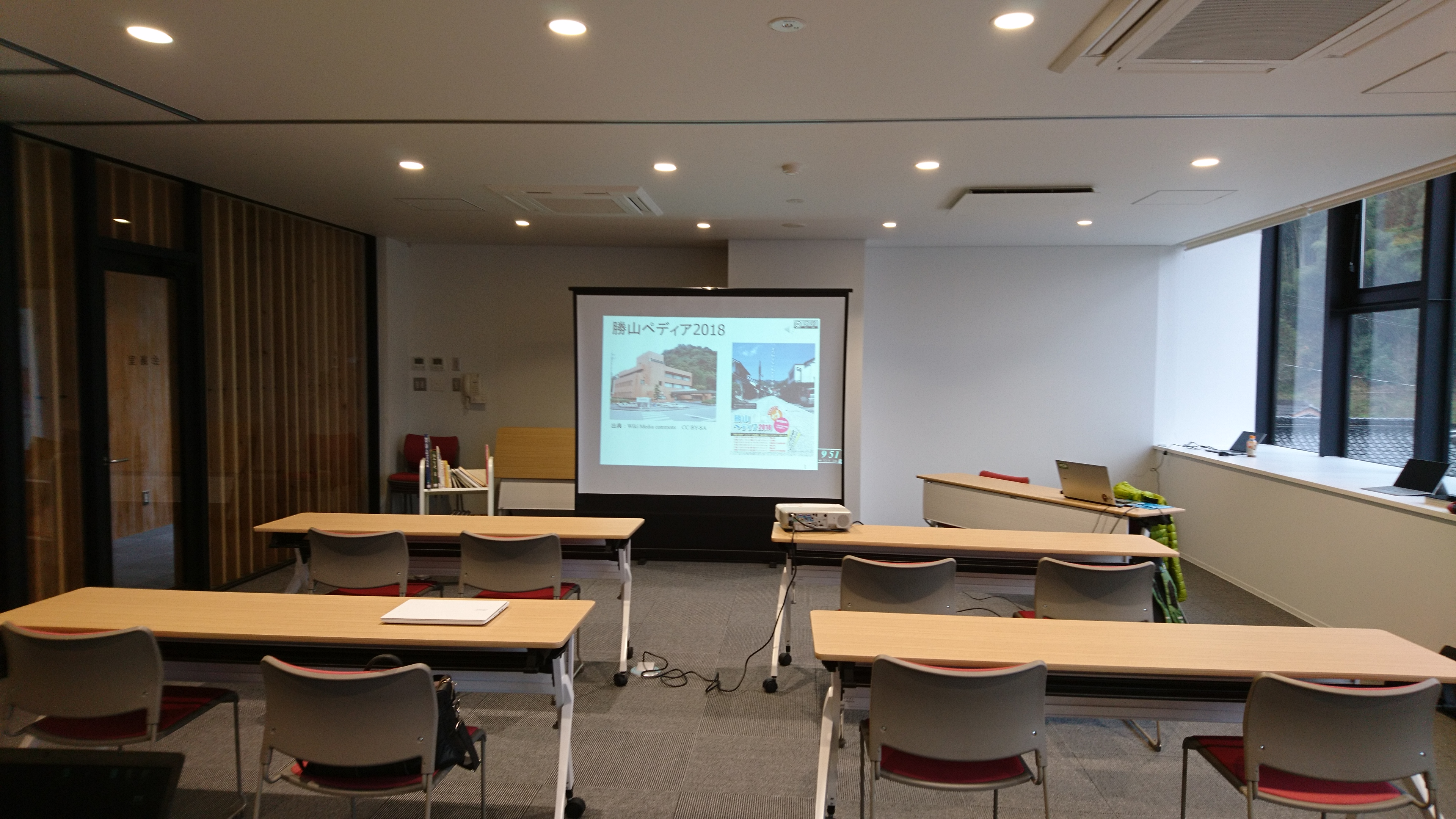
会議室（3F）
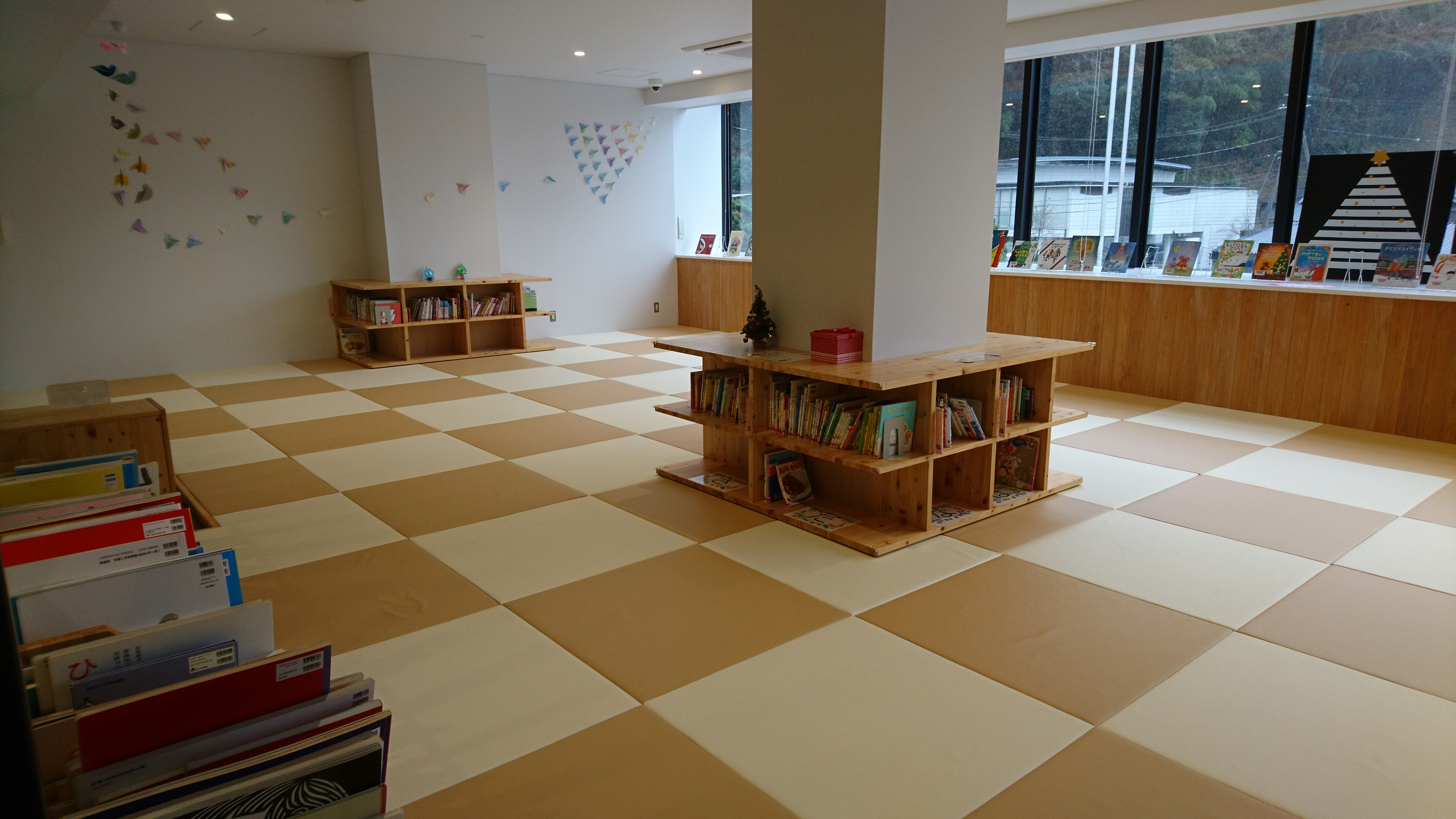
キッズスペース（2F）
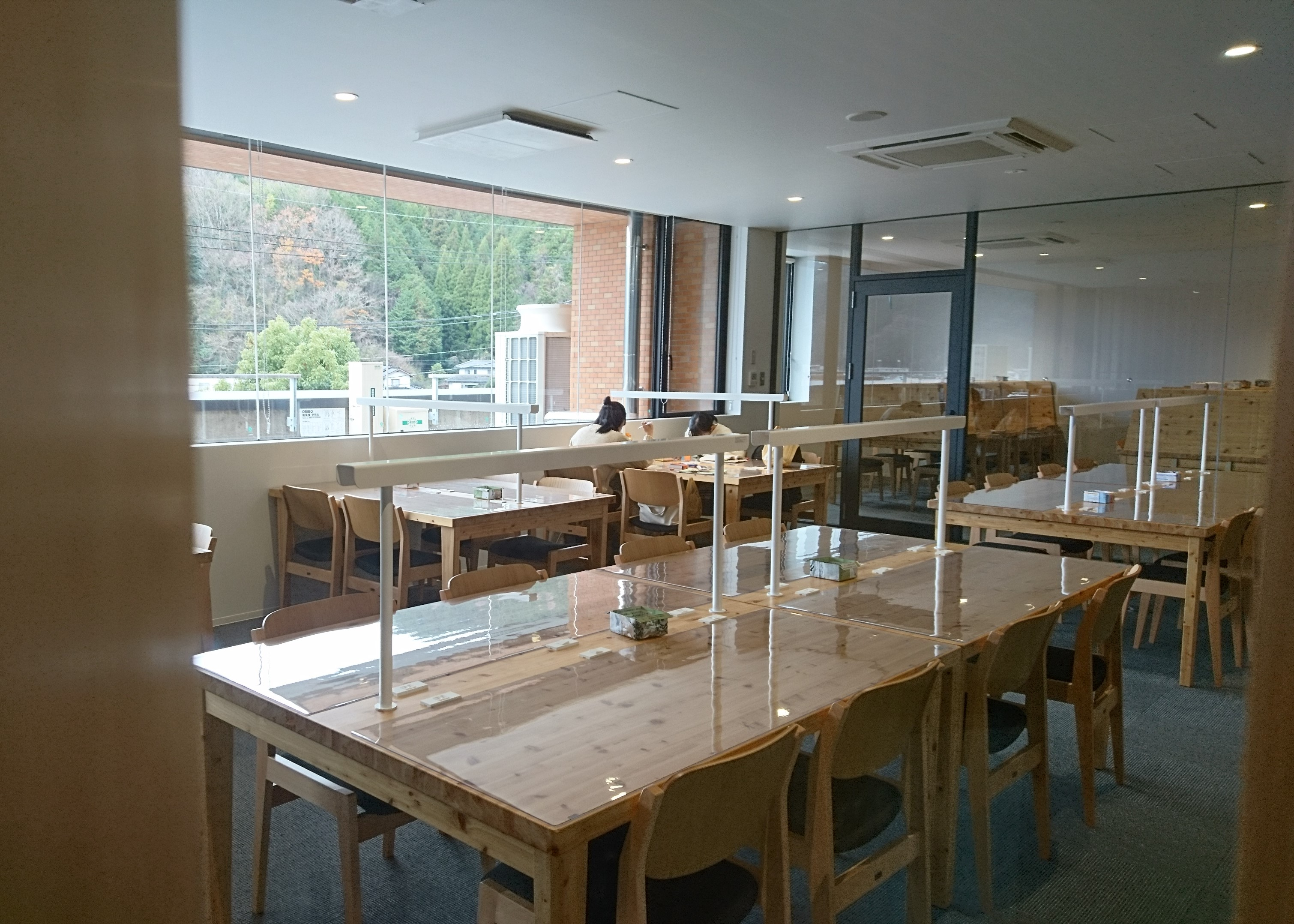
学習室（3F）
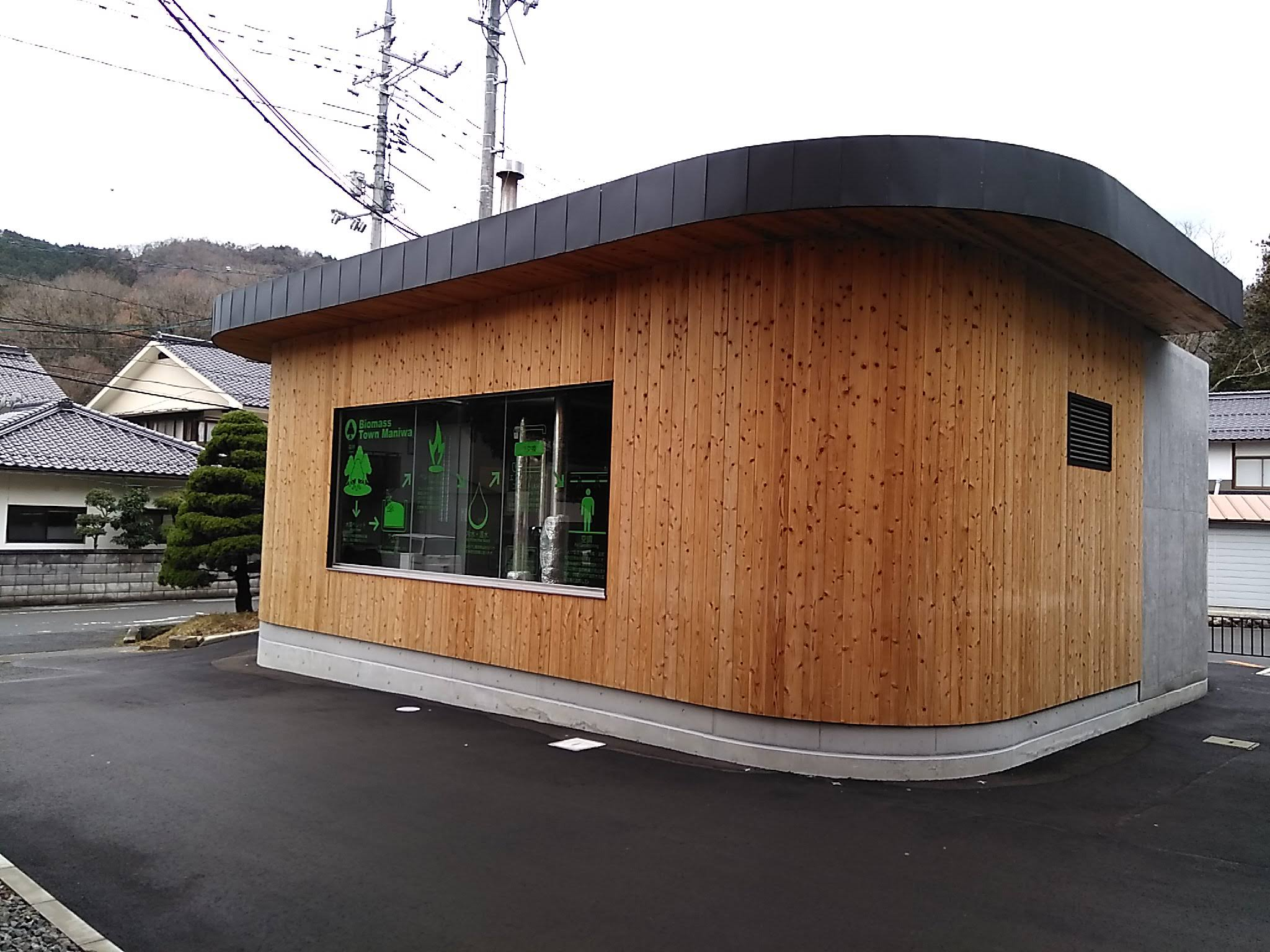
バイオマス棟

真庭市図書館みらい計画
真庭市立図書館は真庭市図書館みらい計画（2021年5月策定）に基づいて運営されている。
使命
真庭市立図書館は、市民や団体による地域自治の拠点として積極的な役割を果たします。
使命を果たすための5つの行動の柱
- 「公共図書館としての存立基盤の整備」
- 「子どもの学びへの能動的な貢献（子どもの読書活動推進）」
- 「地域資源の再評価と新たな価値の創出」
- 「知的探究に応えるコンテンツ戦略」
- 「市民が繋がる地域交流拠点創出」

### 施設の特徴
- 構　造

本施設は、既存のRC造の設備を最大限に利用し、耐震補強等内外装も一新し、新築同様に蘇らせた。施設内は、CLTを使用し、日本国内初の曲面CLTを採用し、新しい試みも実施している。使用木材量は、CLT材を32.06立方メートル使用し、その他仕上材として、16.81立方メートル、合計48.87立方メートルの木材を使用し、リファイニングされている。
- 設　計

設計者は、株式会社青木茂建築工房。構造の設計者は、有限会社金箱構造設計事務所。設備の設計者は、株式会社森村設計である。
- 館内施設

館内は図書館機能の他に、観光案内をはじめ学習スペース、子育てスペース、市民利用可能な会議室、シアター等の機能も備えられている。日常的な市民利用だけではなく、勝山町並み保存地区の端部に立地していることから、観光拠点ともなるように開かれた施設である。
- バイオマス棟

同前施設内にあった、重油を使用する空調設備をリファイニングし、木質ペレットを利用したボイラーを導入した。

## 歴史

### 図書館開館前
- 2012年（平成24年）3月9日 - 真庭市勝山振興局の庁舎利活用推進委員会設置規程が告示される[4]。
- 2015年（平成27年）10月9日 - 整備案がまとまる[5]。
- 2015年（平成27年）10月14日 - 勝山文化センターで市民説明会が開かれる[5]。
- 2015年（平成27年）10月21日 - 久世エスパスセンターで市民説明会が開かれる[5]。
- 2015年（平成27年）11月 - 真庭市立中央図書館整備基本計画が策定される[6]。
- 2016年（平成28年）1月 - 建設設計業務プロポーザルが実施される。
- 2016年（平成28年）1月5日～1月26日 - 建設設計業務プロポーザルの受付。参加表明を募集する[7]。
- 2016年（平成28年）2月5日 - 一次審査が実施される。
- 2016年（平成28年）3月15日 - 二次審査実施の後、最優秀者が選定される[8]。
- 2017年（平成29年）3月21日 - 勝山振興局機能が勝山文化センターに移転される[9]。
- 2017年（平成29年）10月28日 - 旧勝山振興局庁舎の解体見学会が行われる[10]。
- 2018年（平成30年）2月4日 - 真庭市立中央図書館開館に向けての市民ワークショップ第1回「こんな図書館あったらいいな」が開催される。
- 2018年（平成30年）2月18日 - 真庭市立中央図書館開館に向けての市民ワークショップ第2回「図書館でこんなことができたらいいな」が開催される。
- 2018年（平成30年）3月18日 - 真庭市立中央図書館開館に向けての市民ワークショップ第3回「わたしたちが図書館でしたいこと」が開催される[11]。
- 2018年（平成30年）3月21日 - 完成見学会が行われる[12]。見学に先立ち、設計を担当した青木茂による「リファイニング建築」についての講演が行われる[13]。
- 2018年（平成30年）6月 - 中央図書館サポーターズが結成される[14]。

### 図書館開館後
- 2018年（平成30年）7月3日 - 開館式典が開かれる[15]。
- 2020年（令和2年）4月 - 真庭市教育委員会生涯学習課の課内室として図書館振興室ができ、中央図書館に図書館振興室長1名、参事1名、主幹1名が配属される[16]。
- 2021年（令和3年）5月 - 「真庭市図書館みらい計画（真庭市図書館基本計画・子ども読書活動推進計画）」策定[17]
- 2024年（令和6年）Library of the Year2024 優秀賞を受賞[18]。

### 歴代館長
- 初代　- 秋田繁彦氏「地域の憩いの場に　真庭市立中央図書館がオープン　岡山」KSBニュース 2018年7月5日
- 2020年（令和2年）4月1日から2021年（令和3年）6月30日　- 杉浦俊太郎氏[19]。
- 2022年（令和4年）4月 - 西川正氏[20]。

## サービス
- 館外貸出
図書･雑誌20点まで　貸出期間2週間[21]。
CD,DVD等5点まで　貸出期間2週間[21]
- 開館時間　9：00～19：00[1]。
3階映像シアターは21時まで[1]。
- 休館日　月曜日（休日の場合は翌日）年末年始　特別整理休館日（年間14日以内）[1]。
- 施設利用料
映像シアター　1時間700円　冷暖房費350円[1]。
シアター設備一式　1100円[1]。
会議室　1時間600円[1]。　冷暖房費300円[1]。
- インターネット
館内で無料wi-fi利用可能[1]。

## 立地

### 周辺施設
- 勝山町並み保存地区
- 勝山郷土資料館
- 勝山文化往来館ひしお
- 勝山武家屋敷館
- 勝山文化センター
- 勝山木材ふれあい会館

### アクセス
公共交通
- JR姫新線中国勝山駅より徒歩約15分[22]。
- まにわくん本郷バス停より徒歩約5分。

自家用車
- 米子道車で久世インターチェンジより勝山方面へ約20分。
- 駐車場144台[1]。